# スプリングス観光
有限会社スプリングス観光（スプリングスかんこう）は神奈川県横浜市に本社を置くバス会社。貸切バス事業を営む。

## 車両
オリジナルデザインの観光バスを所有している。車両はすべてＪバス製の中型車で、28人乗りと33人乗りがある。